# 15155 Ahn
15155 Ahn è un asteroide della fascia principale interna. Scoperto nel 2000, presenta un'orbita caratterizzata da un semiasse maggiore pari a 2,3574950 UA e da un'eccentricità di 0,0637758, inclinata di 5,60560° rispetto all'eclittica.